# Svjatoslav Ševčuk
Svjatoslav Ševčuk (ukr. Святослав Шевчук); (5. svibnja 1970., Strij, Lavovska oblast); je vrhovni nadbiskup Ukrajinske grkokatoličke crkve; »generalni nadbiskup Kijeva-Galiča i cijele Rusi« (Ukrajine). Na najvišu crkvenu dužnost stupio je 25. ožujka 2011. godine zamijenivši dotadašnjeg kardinala Ljubomira Husara. 

## Biografija
Svjatoslav Ševčuk rođen je u Lavovskoj oblasti 1970. godine, u malom mjestu Strij. Svećenikom je postao 26. lipnja 1994. godine. U razdoblju od 2002. do 2005. obnaša dužnost ravnatelja tajništva u uredu vrhovnog nadbiskupa Ljubomira Husara. Godine 2006. doktorirao je teologiju na Papinskom sveučilištu Toma Akvinski u Rimu, nakon čega postaje rektor na Lavovskom teološkom sveučilištu. 
Od 2009. godine obnaša nekoliko visoko pozicioniranih crkvenih dužnosti pa tako i onu u Buenos Airesu, u Argentini. Dana 27. ožujka 2011. službeno je imenovan vrhovnim nadbiskupom Ukrajinske grkokatoličke crkve. Ševčuk govori ukrajinski, španjolski, poljski, ruski, engleski, talijanski, grčki, latinski i staroslavenski jezik. U svojim izjavama objašnjava kako je njegov primarni cilj dobiti zasebanu Patrijaršiju Ukrajinske grkokatoličke crkve odobrenu od Svetog oca u Rimu.

## Vanjske poveznice
- Skraćena snimka ukrajinskog televizijskog Kanala 5: Intronizacija Vrhovnog biskupa Svjatoslava Ševčuka (ukr.)
- Major Archbishop Sviatoslav to ask Pope to grant Ukrainian Greek Catholic Church status of patriarchate (eng.)  Arhivirana inačica izvorne stranice od 31. svibnja 2012. (Wayback Machine)
- New Ukrainian Catholic Leader Seeks Restoration of Patriarchal Status (eng.)  Arhivirana inačica izvorne stranice od 13. travnja 2011. (Wayback Machine)
- Pope Benedict XVI greets Sviatoslav as UGCC's new head (eng.)[neaktivna poveznica]
- Službena stranica Svjatoslava (Ševčuka) na Facebook
- Službena stranica Svjatoslav (Ševčuk) na Vkontakte